# 阿部鉄雄
阿部 鉄雄（あべ てつお、1967年3月23日 - ）は、日本の元フィギュアスケート選手（男子シングル）。現在は日本スケート連盟強化副部長。森村商事所属。港区立青山中学校、保善高等学校、日本大学卒業。

## 経歴
1982年、全日本ジュニア選手権に出場し2位に入る。1985年には国民体育大会の少年男子で優勝。
1988年、日本学生氷上選手権に出場し３位に入る。選手引退後は、日本スケート連盟に所属し、フィギュアスケートの強化副部長、ソチオリンピック日本選手団のコーチを歴任。

## 主な戦績
| 大会/年              | 1981-82 | 1984-85 |
| -------------------- | ------- | ------- |
| 全日本ジュニア選手権 | 2       |         |
| 国民体育大会         |         | 1       |